# (164207) Кардея
(164207) Кардея — околоземный астероид из группы аполлонов, будет квазиспутником Земли ещё приблизительно до 2600 года. Астероид был открыт 13 апреля 2004 года в лаборатории поиска околоземных астероидов имени Линкольна. Один оборот вокруг Солнца совершает за 366 земных дней, максимально удаляясь от него на 170 миллионов километров и приближаясь на 129 миллионов километров. В диаметре примерно 160—360 метров, а максимальное сближение 23 млн км. Место открытия город Сокорро, Нью-Мексико.

## Близкие подходы
Орбита Кардеи составляет 0,00 а. е. от орбиты Земли в её ближайшей точке. Это означает, что её орбита очень близка к орбите Земли.
Кардея имеет 19+ близких подхода, предсказанных в ближайшие десятилетия:
| Дата               | Расстояние от Земли (км) | Скорость (км / с) |
| ------------------ | ------------------------ | ----------------- |
| 12 октября 2026 г. | 29672112                 | 7,326             |
| 14 октября 2027 г. | 28358506                 | 7,308             |
| 16 октября 2028 г. | 27137575                 | 7,289             |
| 18 октября 2029 г. | 26014567                 | 7,272             |
| 19 октября 2030 г. | 25057400                 | 7,260             |
| 20 октября 2031 г. | 24272083                 | 7,252             |
| 20 октября 2032 г. | 23594661                 | 7,246             |
| 21 октября 2033 г. | 23061260                 | 7,244             |
| 22 октября 2034 г. | 22719360                 | 7,241             |
| 22 октября 2035 г. | 22656248                 | 7,241             |
| 21 октября 2036 г. | 22769481                 | 7,238             |
| 21 октября 2037 г. | 23072091                 | 7,237             |
| 21 октября 2038 г. | 23572266                 | 7,238             |
| 21 октября 2039 г. | 24258029                 | 7,239             |
| 19 октября 2040 г. | 25051580                 | 7,247             |
| 18 октября 2041 г. | 25994358                 | 7,256             |
| 17 октября 2042 г. | 27100090                 | 7,270             |
| 15 октября 2043 г. | 28403204                 | 7,291             |
| 12 октября 2044 г. | 29803487                 | 7,315             |